# Sheila (piosenkarka)
Sheila właściwie Annie Chancel (ur. 16 sierpnia 1945 w Créteil) – francuska piosenkarka.

## Życiorys
Swoją karierę rozpoczęła w roku 1962 po tym jak zwrócił na nią uwagę Claude Carrère, francuski producent muzyczny i autor piosenek. Jej utwory były odtwarzane w koncertach życzeń w Polskim Radio. Występowała też w filmach.

## Dyskografia

### Albumy
- Singin' in the Rain (1978)
- Sheila and B. Devotion (1979)
- Venue d'ailleurs (2021)
- À l'Avenir (2025)

### Single
- "Singin' In The Rain" (1978) UK poz. 11 – as Sheila B. Devotion
- "You Light My Fire" (1978) UK poz. 44 – as Sheila B. Devotion
- "Spacer" (1979) UK poz. 18 – as Sheila and B. Devotion
- "Et Ne La Ramene Pas" (1981) Chart Position unknown – french cover version of "Shaddap You Face".
- "Et Dieu Dans Tout Ça'" (2025) - as Sheila Texte : Pierre-Yves Lebert Musique : Daran

### Najbardziej znane piosenki
- "Adam et Eve"
- "Avant de mourir "Aria""
- "Bang Bang"
- "C'est le cœur"
- "Chaque instant de chaque jour"
- "I Say a Little Prayer"
- "L'absent"
- "L'école est finie"
- "Le couple"
- "Le tam tam du vent"
- "Les gondoles à Venise"
- "Les rois mages"
- "Medley Campagne"
- "Medley Chic"
- "Medley Salsa"
- "Mélancolie"
- "Ne fais pas tanguer le bateau"
- "Over the Rainbow"
- "Partir"
- "Patrick mon chéri"
- "Poupée de porcelaine"
- "Pop Art"
- "Quel tempérament de feu"
- "Samson et Dalila"
- "Smile"
- "Stop in the Name of Love"
- "Tangue"
- "Top à Petula Clark"
- "Tu es le soleil"
- "Vivre mieux"
- "Vous les copains"